# La Peña Horadada
La Peña Horadada, popularmente conocida como la Piedra del Diablo, es una roca emblemática ubicada en el cruce de los jirones Junín y Cangallo, en Barrios Altos, en el Centro Histórico de Lima, Perú. Esta piedra de gran tamaño, aproximadamente un metro de alto y unos 35 cm de ancho, posee un agujero o perforación circular en su parte inferior. Se cree que pudo ser utilizada de guardacantón de una casa que fue demolida en la primera mitad del siglo XX, o como elemento para amarrar las riendas de los caballos.
Según Juan Bromley, la peña existe en esa ubicación desde el siglo XVII, y puedo haber sido originalmente una huaca, un elemento sagrado prehispánico, ya que cerca al lugar se ubicaba la Huaquilla de Santa Ana, que fue posteriormente demolida.

## Leyenda popular

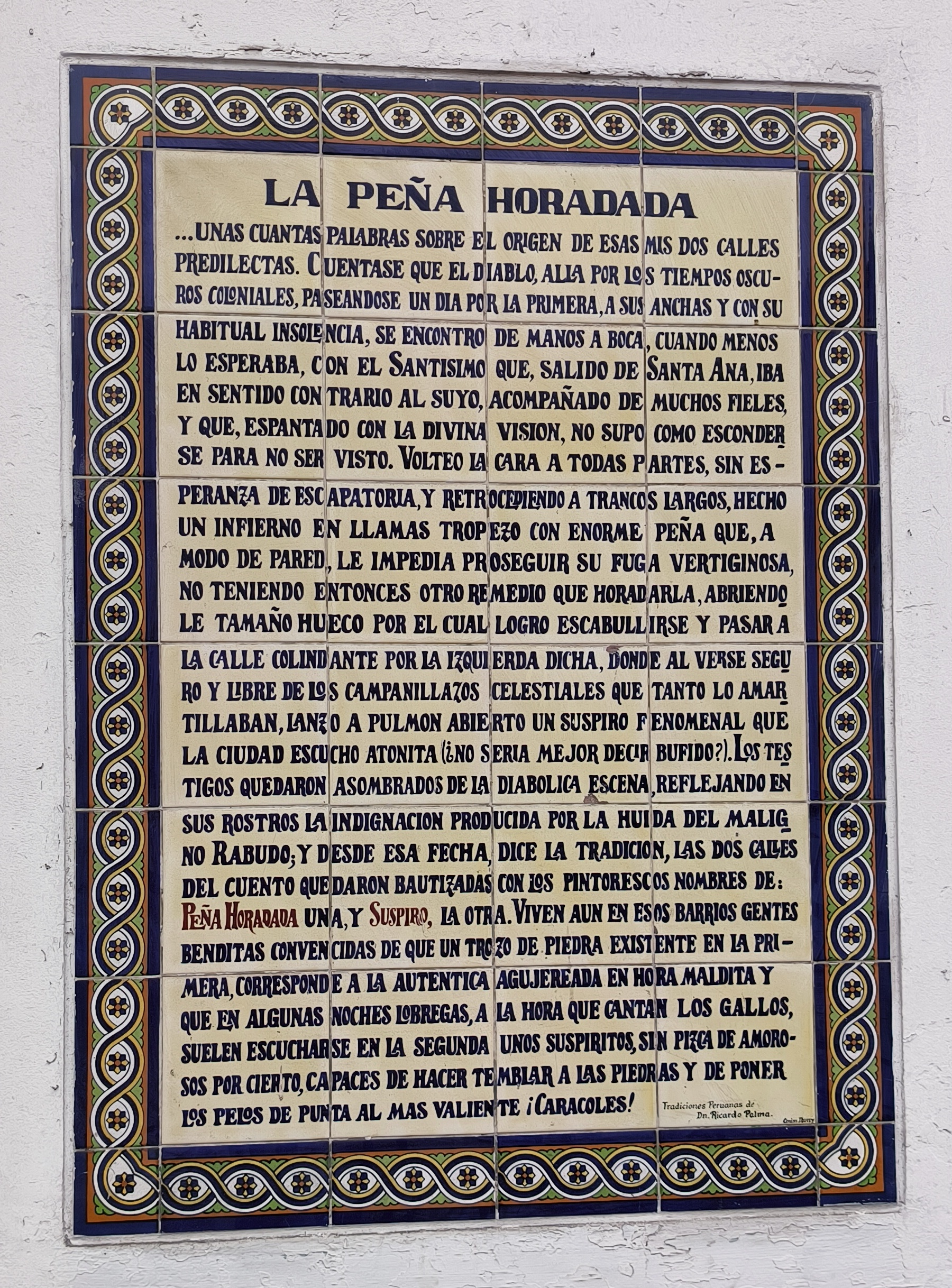
Azulejo donde se cuenta la leyenda de la piedra

Según la tradición más difundida, durante la época virreinal, el diablo deambulaba por los Barrios Altos y fue sorprendido por simultáneas procesiones del Señor de los Milagros y la Virgen del Carmen. Aterrorizado, corrió hacia la esquina donde se encontraba la roca, la atravesó horadando un agujero y, al escapar, exhaló un profundo suspiro que se escuchó en toda la ciudad, motivo por el cual una de las calles adyacentes fue nombrada «Suspiro».
La autoría del misterioso caso fue atribuida al escritor Ricardo Palma, conocido por recopilar leyendas urbanas en sus Tradiciones Peruanas. Existe otra versión difundida por Arturo Montoya, quien escuchó este relato y lo plasmó en Romancero de las Calles de Lima, publicado en 1933.